# Rosweide

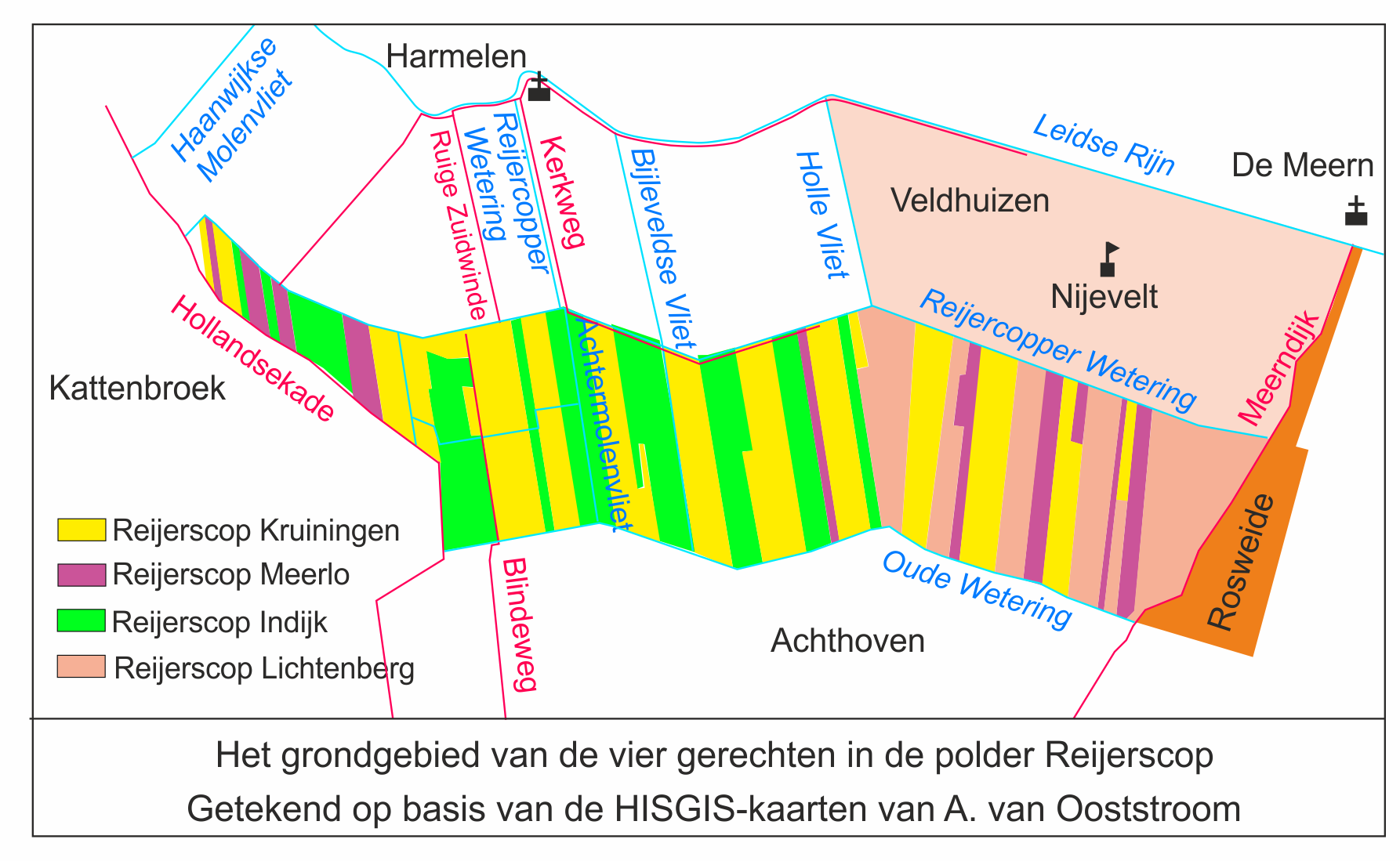

Rosweide is de naam van een langgerekt driehoekig poldergebied bij De Meern dat ontstaan is door de aanleg van de Meerndijk omstreeks het jaar 1200. Dit relatief kleine gebied wordt aan de oostkant begrensd door de Lange Vliet, die de grens vormde tussen de polders Oudenrijn en Heicop aan de oostzijde en de polders Veldhuizen en Reijerscop aan de westzijde. Deze vliet was ook de bestuurlijke grens tussen de gerechten Heicop aan de oostzijde en Veldhuizen aan de westzijde.
Vóór de aanleg van de Meerndijk bestond Rosweide niet; het gebiedje lag in de polder Veldhuizen. Door de aanleg van de Meerndijk kwam het geïsoleerd aan de oostzijde van de dijk te liggen, afgesneden van de rest van Veldhuizen. Omdat de Meerndijk ook was bedoeld als strikte grens tussen twee afwateringsgebieden, kwam men tot de oplossing dat Rosweide qua waterbeheer overging naar het Waterschap Heicop. Bestuurlijk bleef het echter behoren tot het gerecht Veldhuizen.